# بودیسم در ارمنستان
بودیسم در ارمنستان حضوری کمرنگ با پیروانی اندک دارد. اولین تماس مستقیم ارمنیان با بودیسم در سدهٔ سیزدهم میلادی و در دوران اوج امپراتوری مغول رخ داد که با تأسیس یک صومعه بودایی در ارمنستان توسط امپراتور بودایی هولاکو خان از پادشاه ایلخانان پس از فتح ارمنستان به اوج رسید. در قرن‌های بعدی از طریق بازرگانان ارمنی در جاهای دیگر تکرار شد. در قرن نوزدهم و اوایل قرن بیستم، روشنفکران ارمنی علاقه شدیدی به این دین پیدا کردند

## تاریخچه
برخی از محققان چون آن شیء گائو، اولین مترجم بودایی چین را به عنوان شاهزاده اشکانی قرن دوم پارتاماسیریس ارمنستان شناسایی کرده‌اند که توسط امپراتور روم تراژان در سال ۱۱۳ پس از میلاد به عنوان پادشاه ارمنستان منصوب شد. با این حال، این شناسایی به‌طور گسترده توسط محققان مورد مناقشه قرار گرفته است.
پیوند غیرمستقیم اولیه ارمنستان با بودیسم افسانه مسیحی قرون وسطایی بلوهر و یوداسف (Հովասափ و Baragam, Yovasap' ew Barałam) است که از زندگی گوتاما بودا، بنیان‌گذار آیین بودایی الهام گرفته شده است. سه تکرار از این افسانه در فرهنگ ارمنی وجود دارد، از جمله یک نسخه منظوم توسط آراکل باغیشتسی که در سال ۱۴۳۴ سروده شده است. جیمز آر. راسل، تاریخ‌نگار آمریکایی پیشنهاد می‌کند که تصنیف عامیانه ارمنی میانه شاهزاده اصلان، که در دوران مدرن ثبت شده است، جنبه‌هایی از زندگی بودا را که از طریق داستان مسیحی‌شده بارلاام و یوسافات منتقل شده است، بیان می‌کند.

## سده ۱۳
در چارچوب اتحاد ارمنستان و امپراتوری مغول قرن سیزدهم، هتوم یکم پادشاه ارمنی کیلیکیه در سال‌های ۱۲۵۴–۱۲۵۵ به دربار منگوقاآن چهارمین خاقان حکومت مغول به قراقوروم سفر کرد. این سفر توسط گیراگوس گاندزاکه‌تسی شرح داده شد که شامل روایت‌هایی در مورد بودیسم است. فیلیپ سی آلموند، هتوم و مارکوپولو تاجر و جهانگرد ایتالیایی را تنها دو مسافر قرون وسطایی به آسیا معرفی می‌کند که اطلاعاتی دربارهٔ بودا منتقل کردند. جان اندرو بویل بیان کرد که کیراکوس جزئیات کمتری دربارهٔ بودیسم نسبت به ویلیام روبروک ارائه کرده است، اما او پیش‌بینی می‌کند که پولو نام‌های بودای تاریخی و آینده، شاکیامونی و مایتریا را ارائه کند.
هم کراکوس و هم وارطان آرولتسی در مورد اعتماد هولگو خان به روحانیون بودایی نوشتند و آن را با وعده مبنی بر جاودانگی او توضیح دادند. کیراکوس کشیشان بودایی را "sorcerers and witches" نامید. او افزود: «[هولگو] را فریب دادند و گفتند که او را جاودانه می‌سازند؛ و او به قول آنها زندگی کرد، حرکت کرد و [اسب خود را] سوار شد و کاملاً خود را به اراده آنها تسلیم کرد. در طول روز بارها تعظیم می‌کرد. به پیشوای خود بر زمین می‌نشستند و از قربانگاه بتها می‌خوردند و آن را ارج نهادند.»

## صومعه بودایی
منابع ارمنی و عربی معاصر گواهی می‌دهند که هولگو خان، نوه چنگیزخان و بنیان‌گذار ایلخانان در ایران، یک صومعه بودایی مرتفع در مراتع ییلاقی خود در کوه‌های ارمنستان ساخت. رشیدالدین فضل‌الله همدانی آن را با نام Labnasagut که ممکن است به معنای "مسکن لاماها " باشد، ثبت کرده است.
 رشید الدین نام آن را Labnasagut، که ممکن است به معنای "مسکن لاماها " باشد، ارائه کرده است.  در کوه‌های آلا-تا ارمنستان، در شمال دریاچه وان،  در منطقه‌ای که به دشت دان معروف است.   زمینی برای صومعه در سال ۱۲۵۹ اعطا شد و بین سالهای ۱۲۶۱ تا ۱۲۶۵ این صومعه ساخته شد و احتمالاً به مدت سه دهه فعالیت داشته است، تا سال ۱۲۹۵ که ایلخان غازان خان مسلمان شد   و به احتمال زیاد دستور تخریب آن را صادر کرد.  این مکان توسط باستان شناسان کشف نشده است.  این صومعه احتمالاً شامل حداقل ده روحانی  (در ابتدا احتمالاً از جوامع اویغور) بوده است و به عنوان مرکز فعال بودیسم عمل می‌کرد. 